# Ciclo biogeochimico

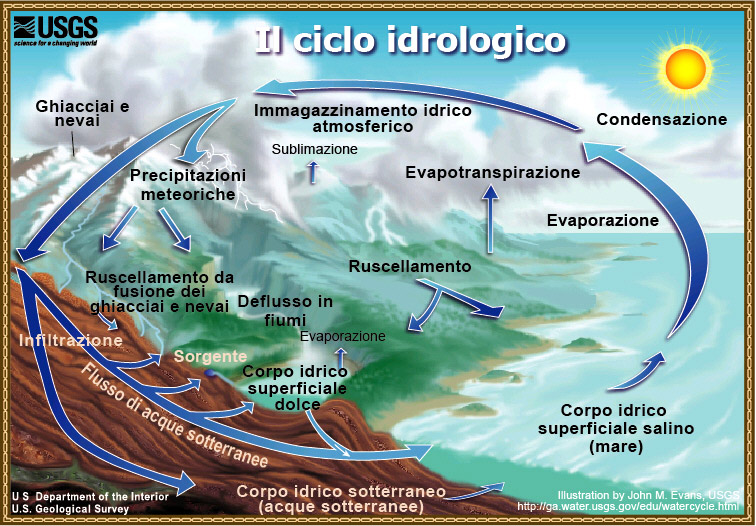
Ciclo dell'acqua

In chimica ambientale il ciclo biogeochimico (o ciclo vitale) è il percorso chiuso seguito da un determinato elemento chimico all'interno della biosfera.

## Descrizione

Ciclo del carbonio

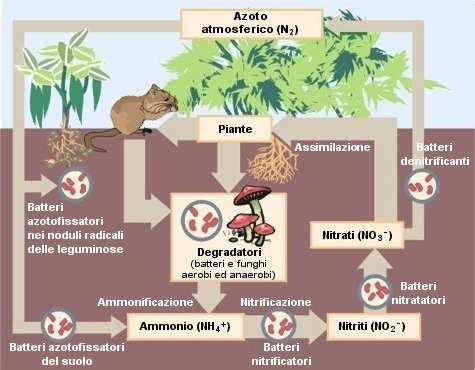
Ciclo dell'azoto

I vari organismi viventi si scambiano elementi chimici mediante la catena alimentare e questo passaggio avviene ugualmente anche tra gli stessi organismi e l'ambiente esterno, secondo processi ben definiti.
In ogni ciclo è possibile distinguere due comparti (o pool):
- un pool di riserva, generalmente abiotico grande e stabile, dove l'elemento non è immediatamente disponibile per gli organismi e gli scambi sono poco attivi.
- un pool di scambio, labile, di dimensioni ridotte ma circolante attivamente, in cui l'elemento è disponibile per gli organismi e gli scambi tra l'ambiente ed essi sono molto più attivi.

In base alla localizzazione del pool di riserva, i cicli biogeochimici vengono distinti in:
- gassosi - il pool di riserva è l'atmosfera o l'idrosfera
  - ciclo dell'azoto
  - ciclo dell'acqua
  - ciclo del carbonio
  - ciclo dell'ossigeno
  - ecc.

- sedimentari - l'elemento è presente in una riserva localizzata nella litosfera
  - ciclo del fosforo
  - ciclo dello zolfo
  - ciclo del ferro
  - ecc.

I cicli gassosi sono ben assorbiti, nel senso che una perturbazione locale (es. un aumento di CO2 locale dovuto ad una combustione) può essere rapidamente controbilanciato e risolto da altri fattori. Tornando all'esempio dell'aumento di CO2, questo può essere tamponato da movimenti dell'aria, da un maggior riassorbimento da parte delle piante o ancora dalla formazione di carbonati nelle acque marine. Nei cicli sedimentari questo non è possibile rendendoli più suscettibili a variazioni locali.

## Uomo e cicli biogeochimici
L'uomo con le sue attività ha influenzato in vari modi i cicli. Le maggiori interferenze sono, ad esempio, l'uso sempre maggiore di combustibili fossili (influenza sul ciclo del carbonio), sfruttamento delle acque interne per irrigazione o per l'industria (influenza sul ciclo dell'acqua), distruzione di foreste e creazione di dighe, uso massiccio di fertilizzanti (interferenze con i cicli di fosforo e azoto). Tutte queste interferenze, magari anche solo locali, hanno portato ad effetti su scala globale come, ad esempio, l'aumento della temperatura causato dall'effetto serra, piogge acide e rarefazione della fascia di ozono atmosferica.